# 五郎山古墳館
五郎山古墳館（ごろうやまこふんかん）は、福岡県筑紫野市原田三丁目にある、国の史跡・五郎山古墳を紹介する展示施設。筑紫野市歴史博物館の分館である。

## 概要
2001年（平成13年）に建設された。館内には五郎山古墳の解説ビデオや出土遺物、壁画内容の解説コーナー等のほか、横穴式石室の実物大模型が設置され、この中に懐中電灯をもって入ることができる。また、この模型には羨道から前室の一方の壁が動く機構が備えられ、その場合は玄室まで立って入ることができ、身障者や高齢者に配慮した模型となっている。

## 所在地

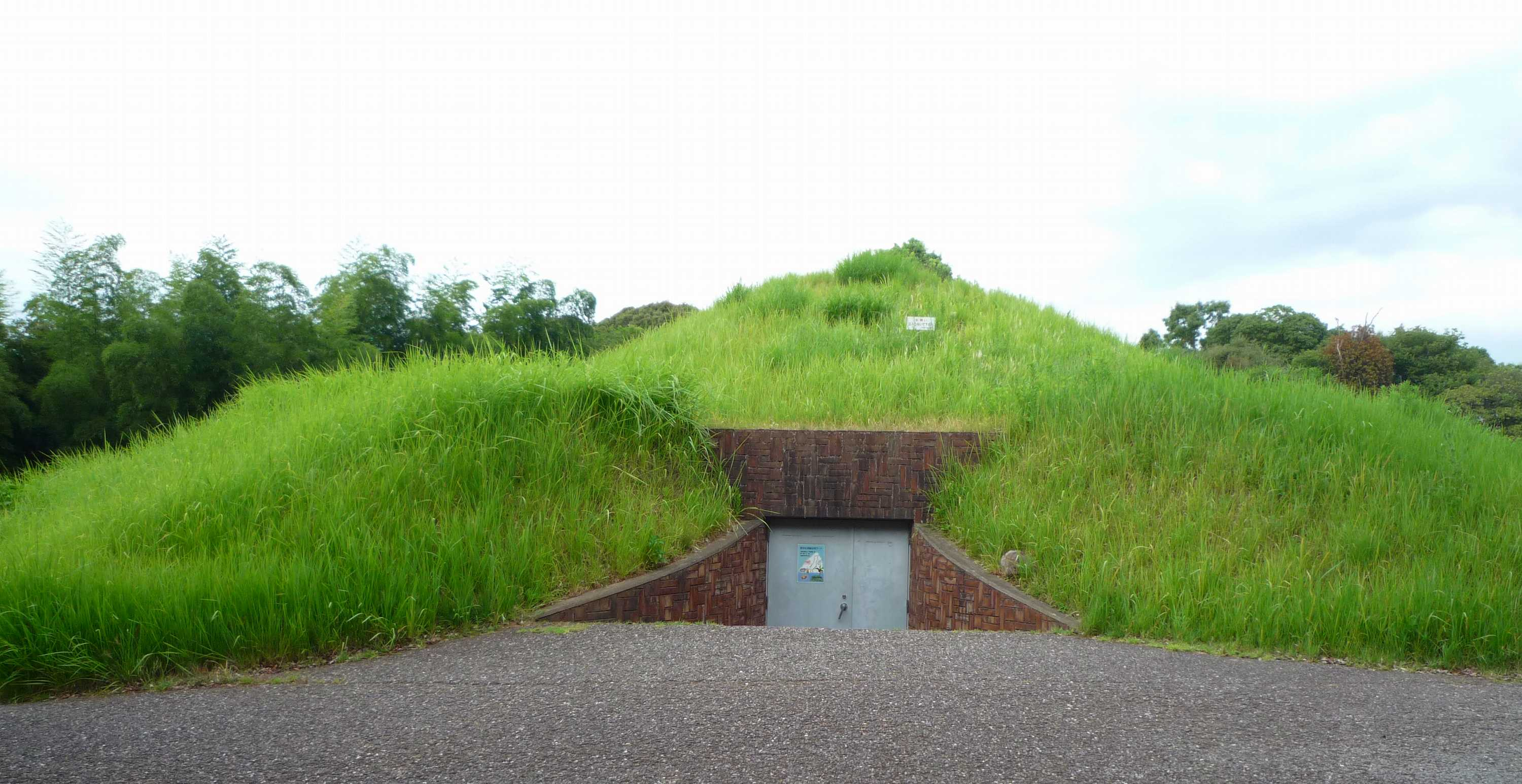
五郎山古墳

- 〒818-0024 筑紫野市原田三丁目9番地5

## 営業時間
- 開館時間

9時〜17時（入館は16時30分まで）
- 休館日

月曜日（祝日の場合は開館、その場合次の平日が休館）、年末年始（12月28日〜1月4日）
- 入館料

無料

## 建築概要

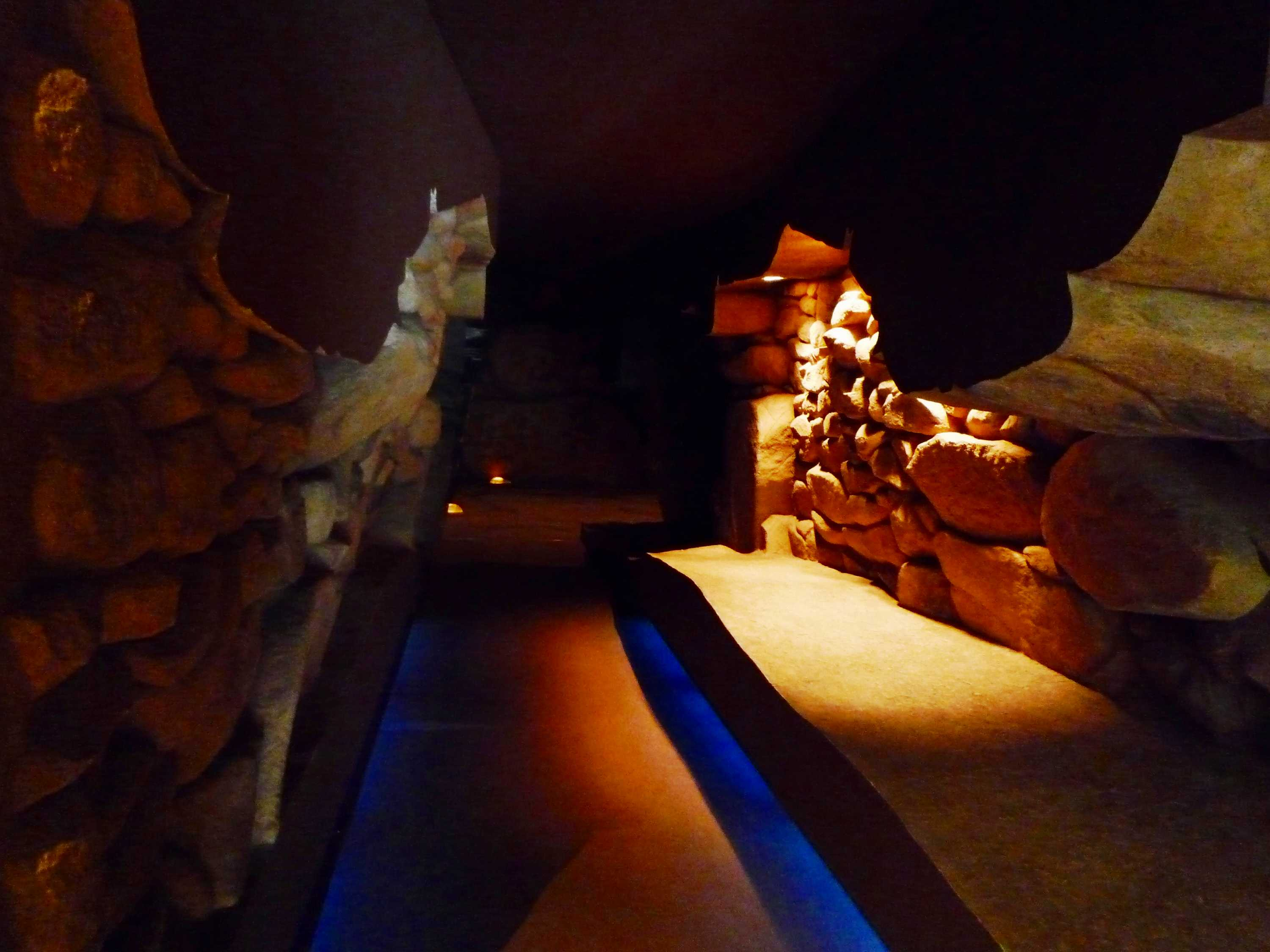
五郎山古墳石室模型（羨道が開かれた状態）

- 敷地面積：552m2
- 建築面積：256m2
- 延床面積：248m2
- 構造：鉄筋コンクリート造（地上1階）
- 竣工：2001年3月

## アクセス
- 電車
  - JR原田駅より徒歩8分